# One Way Ticket Tour 2017
El One Way Ticket Tour fue la novena gira de conciertos del dúo Heffron Drive. La gira comenzó oficialmente el 4 de noviembre en Sao Paulo, Brasil. 5 shows de momento fueron confirmados por la banda norteamericana.

## Lista de canciones
- «Slow Motion»
- «Parallel»
- «Nicotine»
- «Passing Time»
- «Heights (It Reminds Me)»
- «Rain Don't Come»
- «Mad At The World»
- «One Track Mind»
- «Could You Be Home»
- «Living Room»
- «Happy Mistakes»
- «Separate Lives»
- «Better Get To Movin»
- «Don't Let Me Go»
- «Division Of The Heart»
- «One Way Ticket»

## Fechas del tour
| América         |                        |           |               |
| Día             | Ciudad                 | País      | Lugar         |
| 4 de noviembre  | Sao Paulo              | Brasil    | Carioca Club  |
| 5 de noviembre  | Palermo (Buenos Aires) | Argentina | Niceto Club   |
| 10 de noviembre | Monterrey              | México    | Café Iguana   |
| 11 de noviembre | Ciudad de México       | México    | Plaza Condesa |
| 12 de noviembre | Guadalajara            | México    | C3 Stage      |